# Giovanni Ludovico Madruzzo

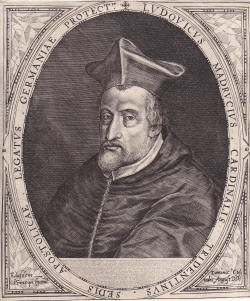
Kardinal Giovanni Ludovico Madruzzo (1580)

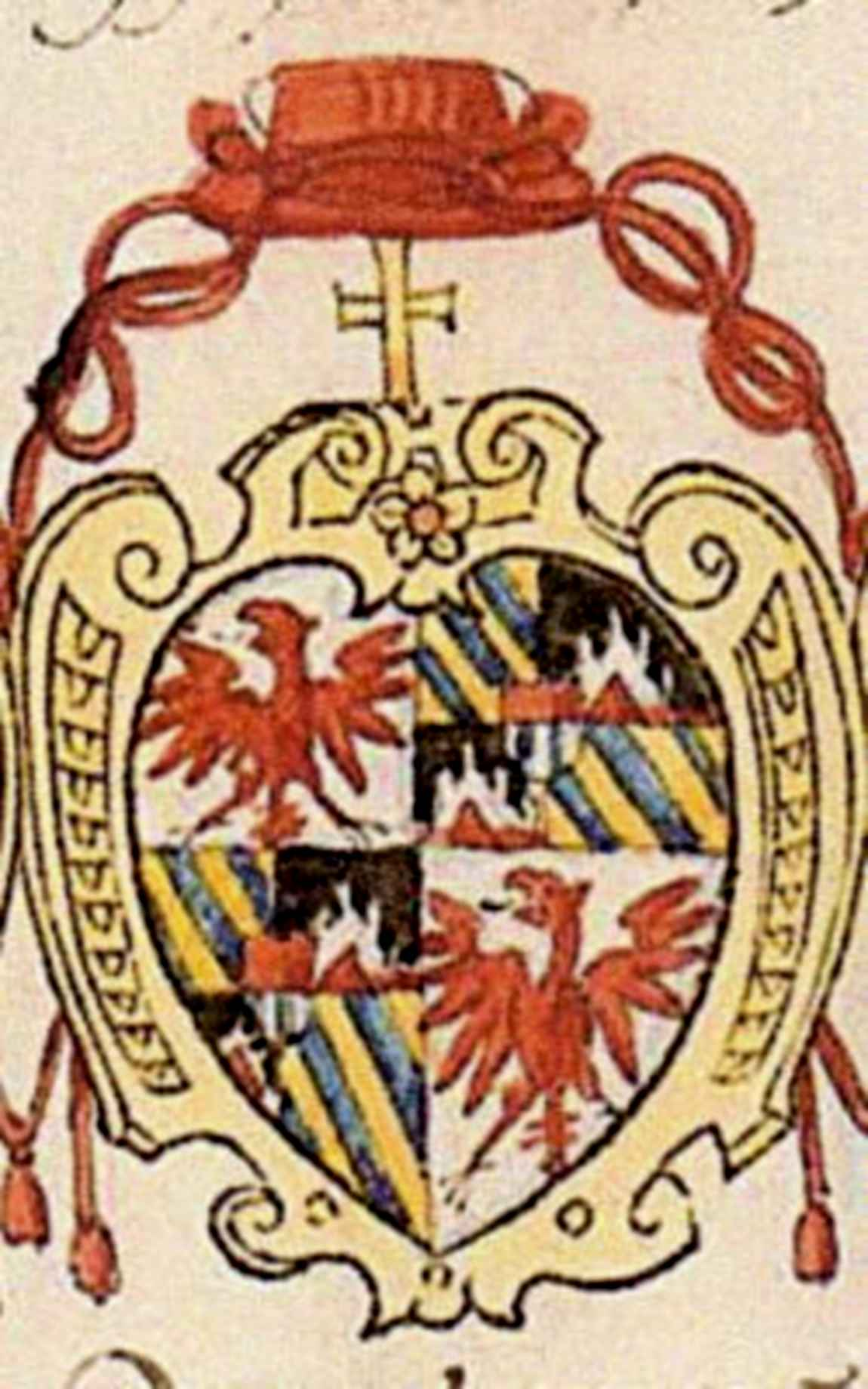
Kardinalswappen von G. L. Madruzzo (zeitgenössische Darstellung)

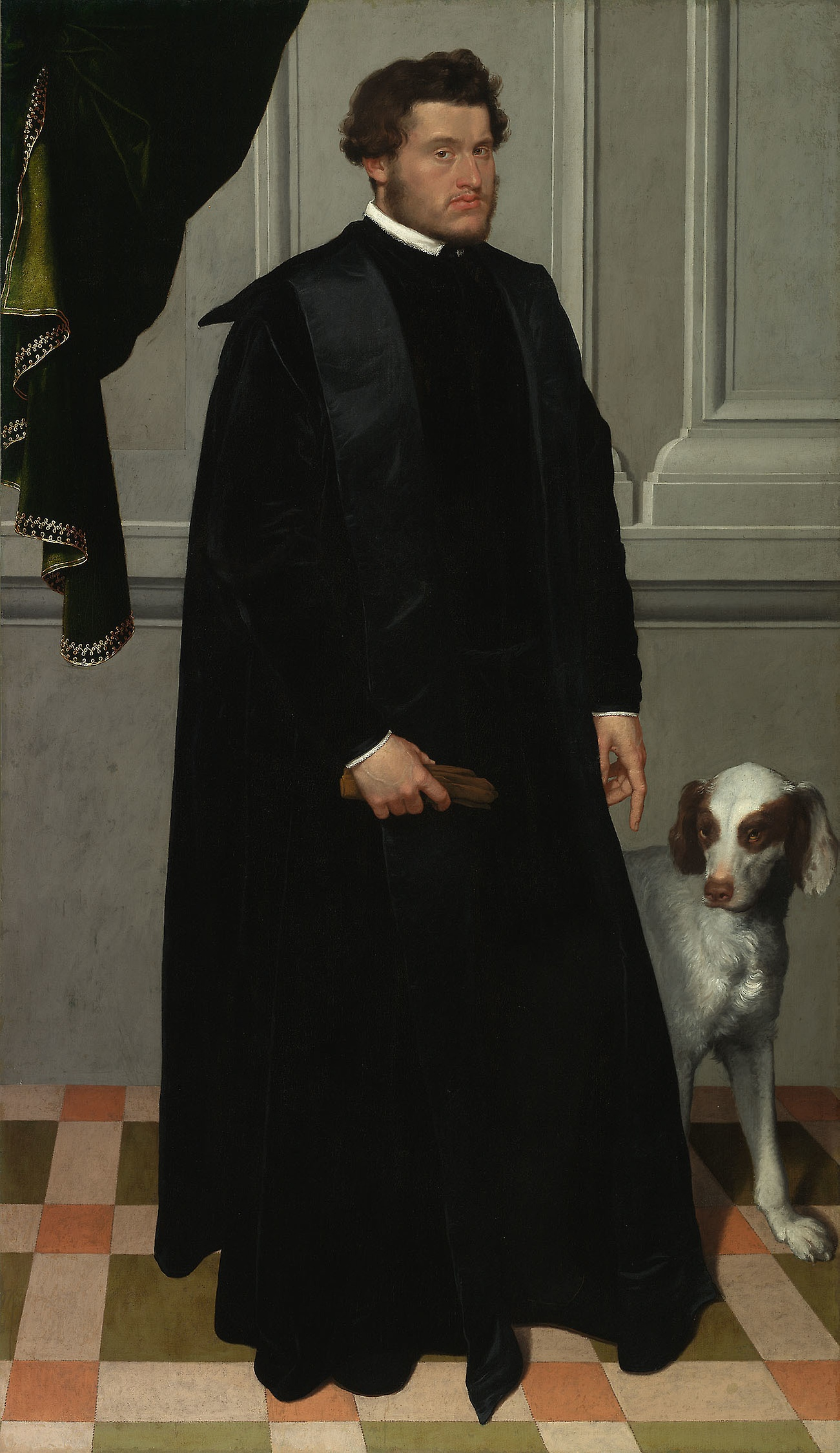
Giovanni Ludovico Madruzzo, Gemälde von Giovanni Battista Moroni, ca. 1560

Giovanni Ludovico Madruzzo (deutsch Freiherr Johann Ludwig von Madrutz; * 1532 in Trient; † 20. April 1600 in Rom) war ein Tiroler Kardinal und Bischof aus dem Geschlecht Madruzzo.

## Leben
Madruzzo entstammte einer alteingesessenen Familie von Politikern und Kirchenfürsten. Er war ein Sohn von Niccolò Madruzzo und dessen Ehefrau Helene von Lamberg. Auf dem Tridentiner Bischofsstuhl war er Nachfolger seines Onkels Cristoforo Madruzzo, sein Neffe Carlo Madruzzo – ebenfalls Kardinal – folgte ihm nach.
Im Februar 1561 erhielt Madruzzo durch Papst Pius IV. den Kardinalshut, und kurz darauf wurde ihm als Titeldiakonie die Kirche San Callisto in Rom zugewiesen. 1562 wechselte er als Kardinaldiakon zu Sant'Onofrio und wurde 1569 Kardinalpriester derselben Kirche. Nach seiner Priesterweihe 1564 für sein Heimatbistum wurde er 1567 Fürstbischof von Trient, empfing aber erst 1570 die Bischofsweihe durch Kardinal Stanislaus Hosius. Aufgrund der Kontraste mit Erzherzog Ferdinand II. von Tirol, der das Bistum 1567 auch militärisch besetzte, verbrachte Madruzzo lange Zeit in Rom und blieb dort bis an sein Lebensende; nur noch sporadisch – so im Jahr 1579 – hielt er sich in Trient selbst auf. Nach seinem Tod im Jahr 1600 berief Papst Clemens VIII. Madruzzos Neffen, Carlo Madruzzo, zu dessen Nachfolger.
Giovanni Ludovico Madruzzo nahm 1582 als Päpstlicher Legat am Augsburger Reichstag teil und spendete dort am 12. August 1582 dem neuen Trierer Bischof Johann von Schönenberg (1525–1599) die Bischofsweihe.
1586 wurde er Kardinalpriester von Sant’Anastasia und 1591 von San Lorenzo in Lucina. Papst Clemens VIII. erhob ihn schließlich 1597 in den Rang eines Kardinalbischofs von Sabina und noch in seinem Todesjahr 1600 zum Kardinalbischof vom Frascati.
In seinem langjährigen Kardinalat konnte Giovanni Ludovico Madruzzo an sieben Papstwahlen teilnehmen: Es sind die Konklaven von 1565/1566, von 1572, 1585, vom September 1590, von Oktober–Dezember 1590, von 1591 und von 1592.